# Паманские языки
Паманские языки аборигенов Австралии — входят в семью языков пама-ньюнга аборигенов Австралии. Общее число составляет, согласно базе данных Ethnologue, 43 языка.

## Классификация
Классификация приведена согласно Ethnologue.
- северные языки пама (Northern Pama);
- северо-восточные языки пама (Northeastern Pama);
- западные — язык тайоре (Thayore);
- прибрежные — язык кукупера (Gugubera);
- центральные — язык куньен (Kunjen);
- южные языки пама (Southern Pama);
- остров Флиндерс — язык кукать (Gugadj);
- группа вик (Middle Pama);
- язык йир-йоронт (Yir Yoront);
- группа куртяр (Norman Pama);
- группа лама-лама (Lamalamic);
- маябские языки (Mayabic);
- группа мпариман (Mbariman);
- группа рармул (Rarmul Pama);
- язык умпинтаму (Umbindhamu).